# Motín de las verduleras (1892)

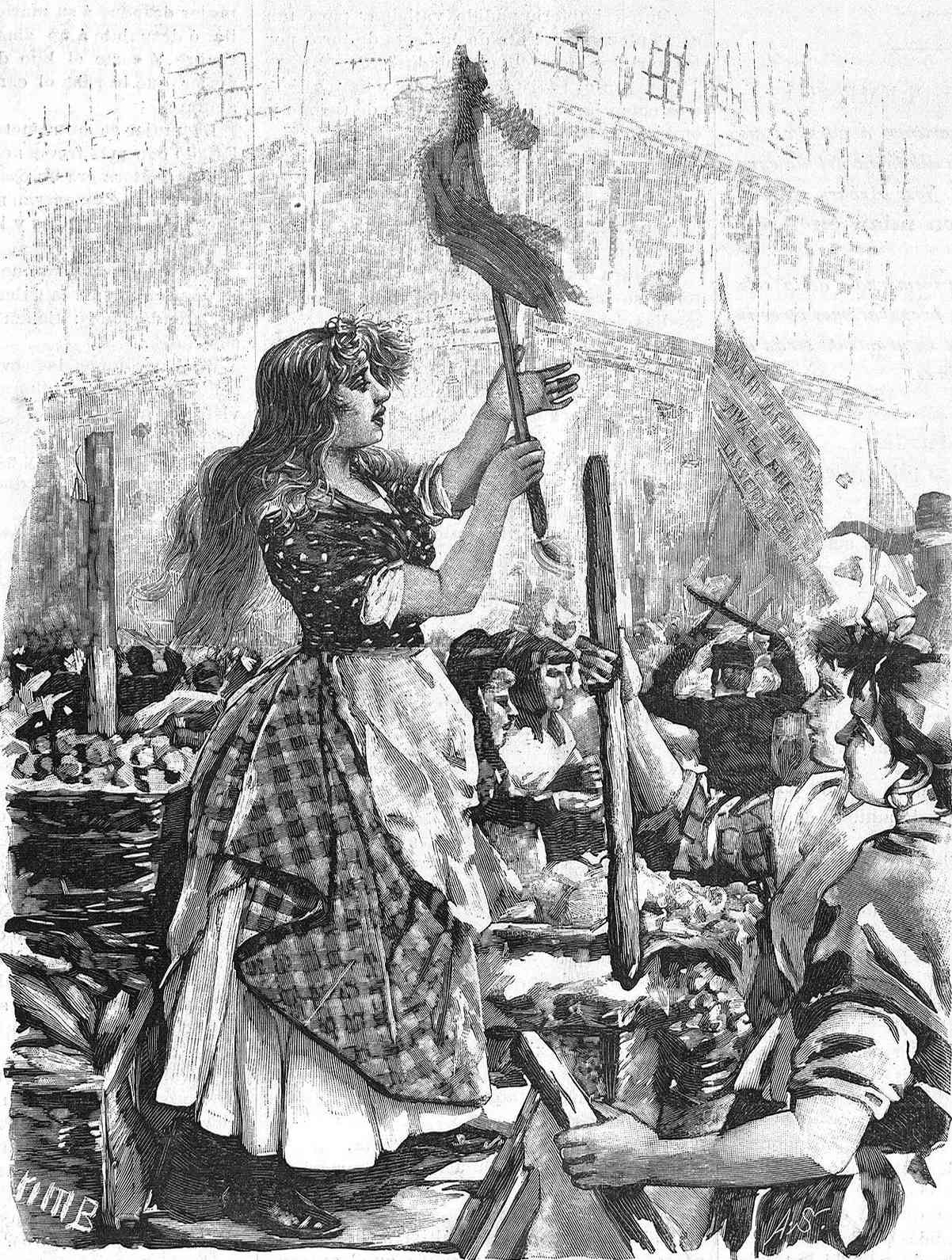
La «Sarasate» arengando a las verduleras en la plaza de la Cebada.

El motín de las verduleras fue una revuelta popular ocurrida en Madrid en julio de 1892.

## Historia
Se conocen con el término verduleras a las mujeres que vendían verduras. En Madrid, eran nombradas las del Mercado de la Cebada y las del norte de la ciudad, que vendían en la plazuela de San Ildefonso. Además de su venta ambulante, fueron conocidas por ser agentes de movilización de las clases populares, participando en muchas protestas y motines, tal como recoge la prensa de la época.
Tuvo lugar a comienzos del mes de julio de 1892, el día 2. Las verduleras de la ciudad de Madrid, a raíz de la aprobación de los presupuestos municipales —entonces de año económico, concluido el 30 de junio—, protestaron porque pasó a exigírseles un impuesto de varios céntimos diarios por ejercer su ocupación. En palabras de José Francos Rodríguez:

Hubo primero gritos; después, tomatazos; más tarde, puñadas y hasta tiros; los agentes esgrimieron las tizonas; las buenas mozas consumieron las hortalizas, usándolas como proyectiles; luego intervinieron los hombres; la población entera quedó convertida en campo de lucha, y, en resumen, durante un par de días se oyó por diferentes parajes de la corte el clamor de la revuelta, sofocada, no sin trabajo, tras de cargas de la Policía y de la Guardia civil; varios heridos, muchos contusos, cierre de tiendas, mueras, sobresaltos y abundancia de apostrofes en los labios y de columnas de prosa indignadísima en los periódicos.
Francos Rodríguez, 1920, pp. 4-5,Francos Rodríguez, 1925, pp. 195-197

"Pagaban una contribución anual superior al capital de casi todas ellas, proporcionalidad que debería darles categoría y facultades de primeros contribuyentes", denunció seis días después José Fernández Bremón en la Crónica general que publicaba semanalmente en La Ilustración Española y Americana.
Tuvo lugar durante la alcaldía de Alberto Bosch y Fustegueras. 
La revuelta tuvo como antecedentes otros motines del mismo sector, como el de 1885, con origen en la especulación por parte de los proveedores.